# 1000-km-Rennen von Spa-Francorchamps

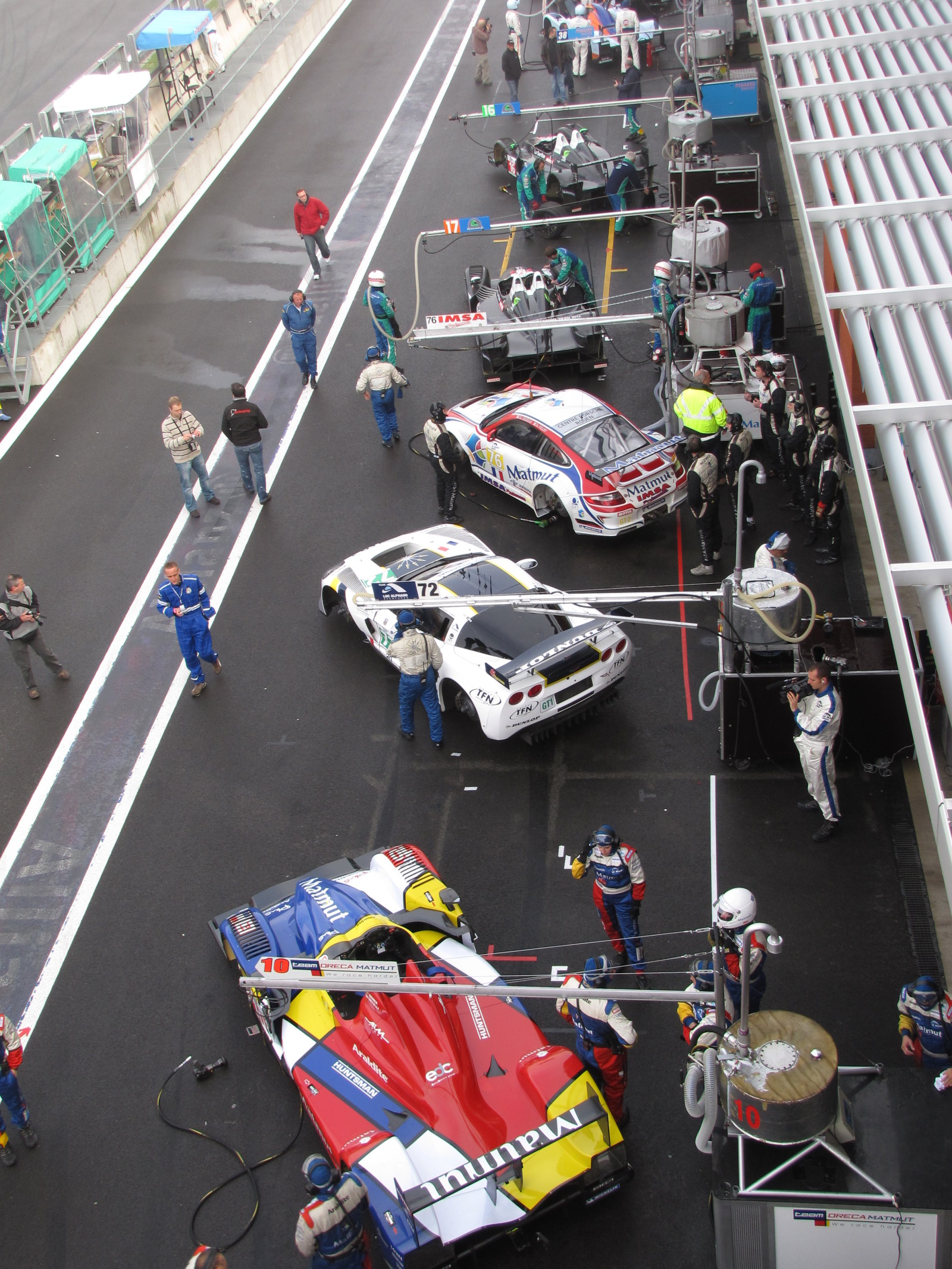
2009: Blick in die Boxengasse.

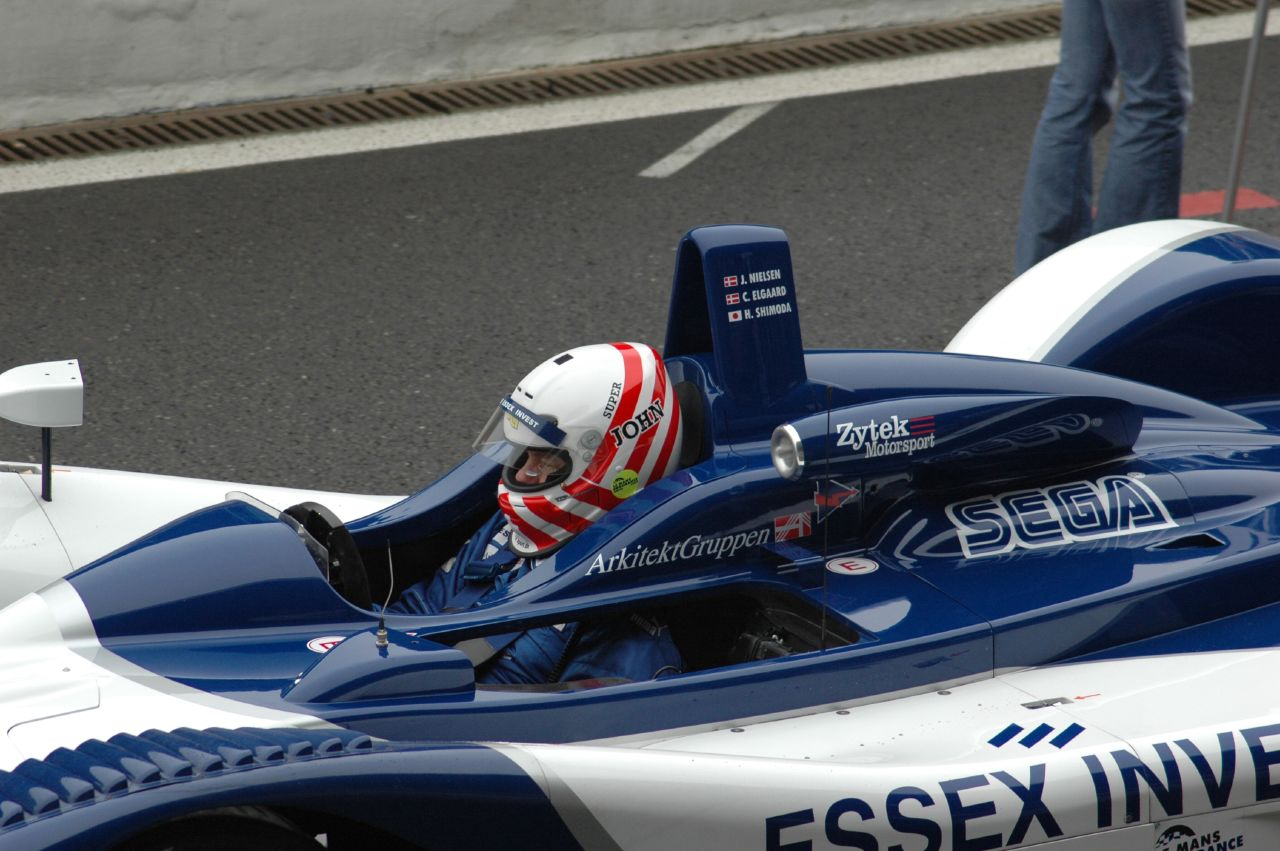
2005: Gesamtsieger John Nielsen im Zytek 04S

Das 1000-km-Rennen von Spa-Francorchamps ist ein Langstrecken- bzw. Sportwagenrennen auf dem Circuit de Spa-Francorchamps in Belgien.

## Die Veranstaltung
Das 1924 erstmals durchgeführte 24-Stunden-Rennen von Spa-Francorchamps wurde 1963 durch ein 500-km-Rennen ergänzt, das zur Sportwagen-WM zählte. Seit 1966 beträgt die Distanz 1000 km, wie bei den Rennen am Nürburgring und in Monza. Die Rennen auf der sehr schnellen 14-km-Strecke wurden 1975 eingestellt, ab 1979 wurde die verkürzte 7-km-Variante eröffnet und ab 1982 auch wieder das 1000-km-Rennen ausgefahren, nun nach Gruppe-C-Regeln. Ab 1989 verringerten neue Regeln die Distanz auf 480 km, bevor alle Sportwagenrennen eingestellt wurden. Seit 2003 ist der Klassiker in den Ardennen wieder im Programm. Zunächst in einem gemeinsam ausgetragenen Rennen der britischen GT-Meisterschaft und der FIA Sportscar Challenge, folgte 2004 die Aufnahme in den Rennkalender der neugegründeten Le Mans Endurance Series. Seitdem ist der Meisterschaftslauf fester Bestandteil der Langstreckenrennserie des ACOs. Erfolgreichstes Fahrzeug beim 1000-km-Rennen ist mit vier Gesamtsiegen bislang der Peugeot 908 HDi FAP mit Dieselmotor. Zuletzt gewann der Wagen 2010 den bislang kürzesten 1000-km-Lauf seit der erneuten Aufnahme 2004. Durch mehrere Safety-Car-Phasen, einer Rennunterbrechung nach Stromausfall und einsetzendem Regen gegen Rennende überschritt die bis dahin absolvierte Zeit die 6-Stunden-Marke und führte somit nach dem Regelwerk der Le Mans Series zum vorzeitigen Rennende. Mit der Saison 2011 wurde der Lauf zu einem 6-Stunden-Rennen umgewandelt, behielt aber weiterhin die Distanz von 1000 km im Namen. 2011 starteten sowohl die Le Mans Series als der noch junge Intercontinental Le Mans Cup gemeinsam und stellten mit 54 Teilnehmern das bis dahin größte Feld seit der Wiederaufnahme 2003.

## Galerie

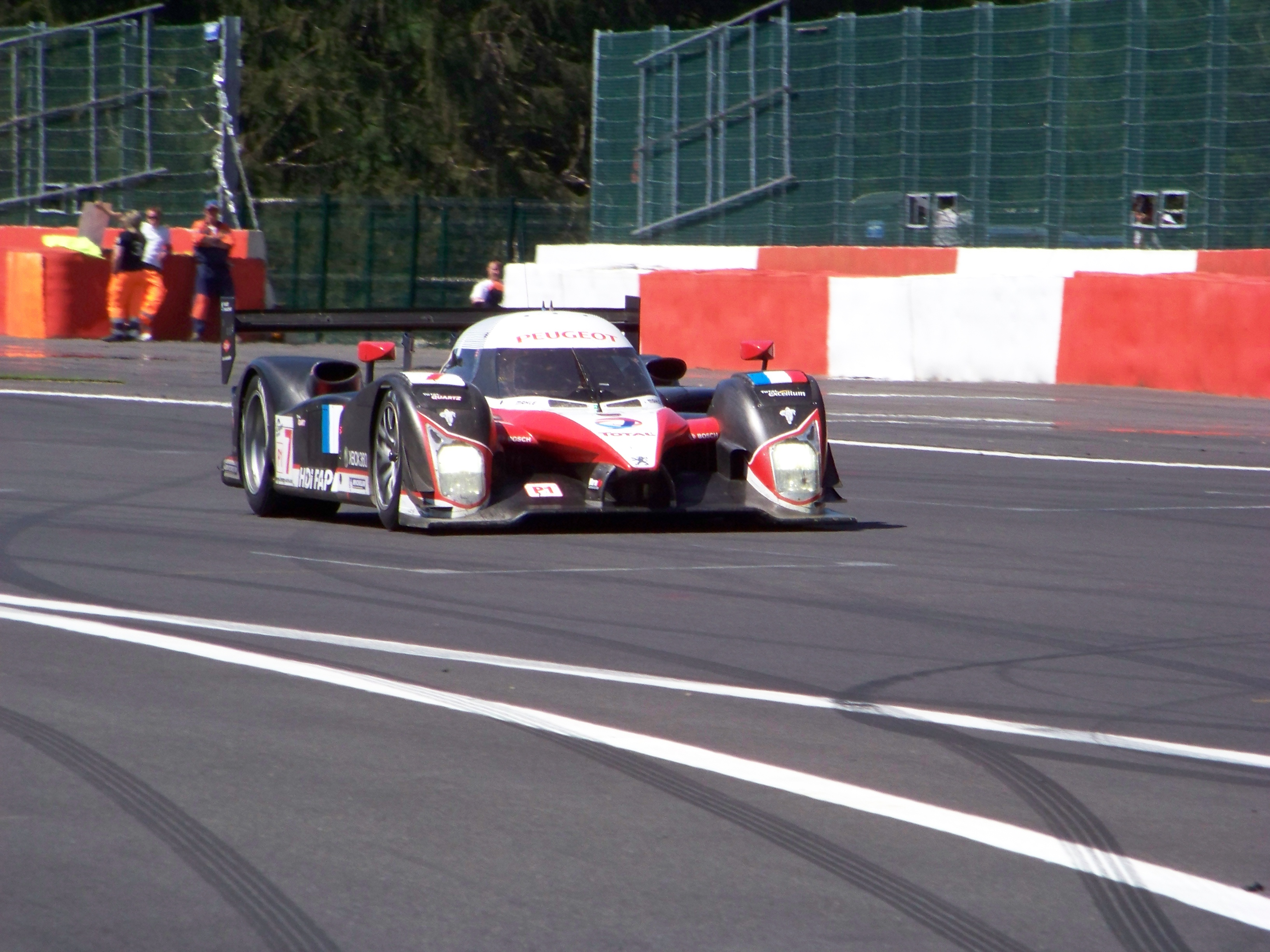
2008: Peugeot 908 HDi FAP (Gesamtsieger)
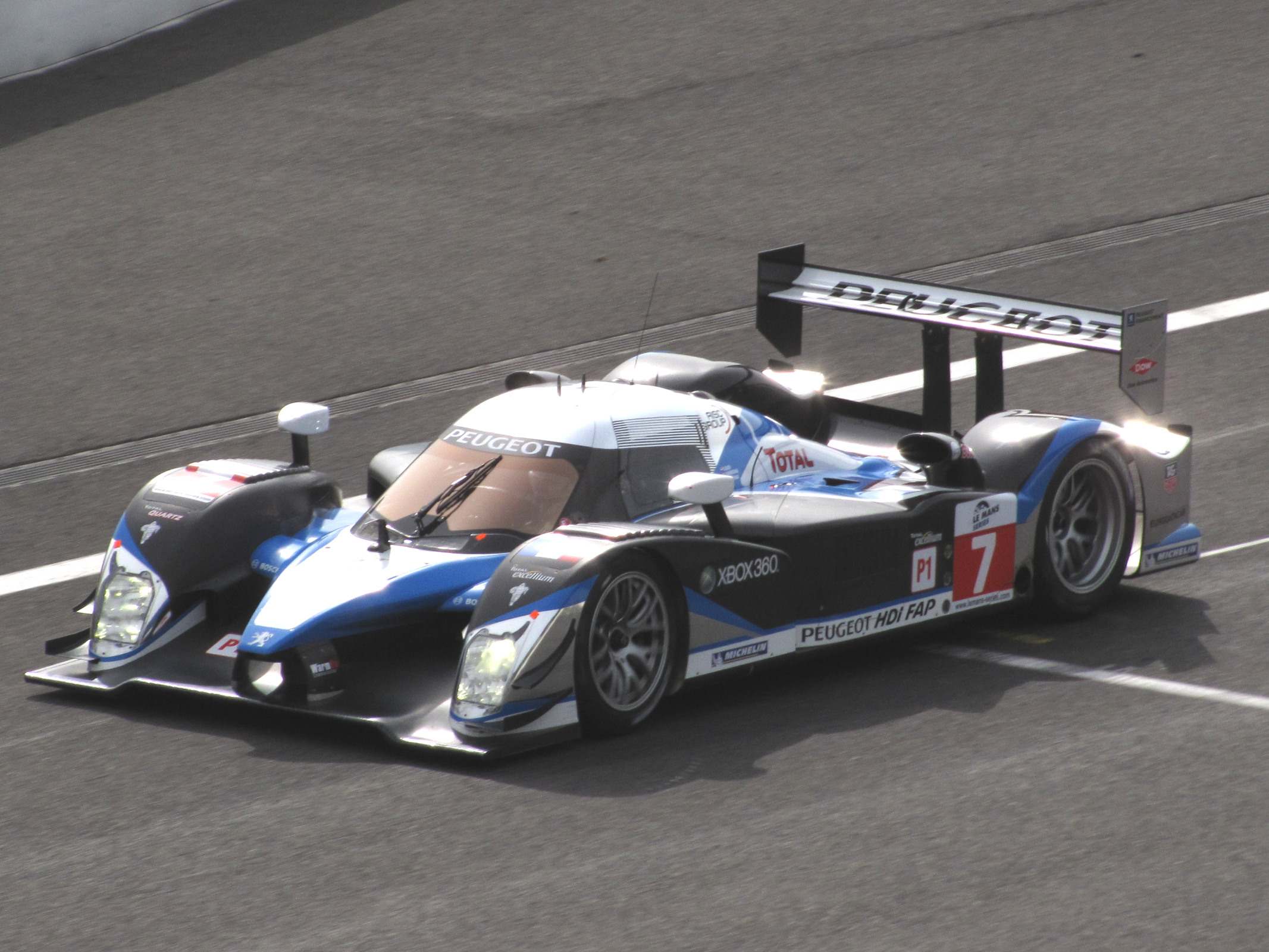
2009: Peugeot 908 HDi FAP (Gesamtsieger)
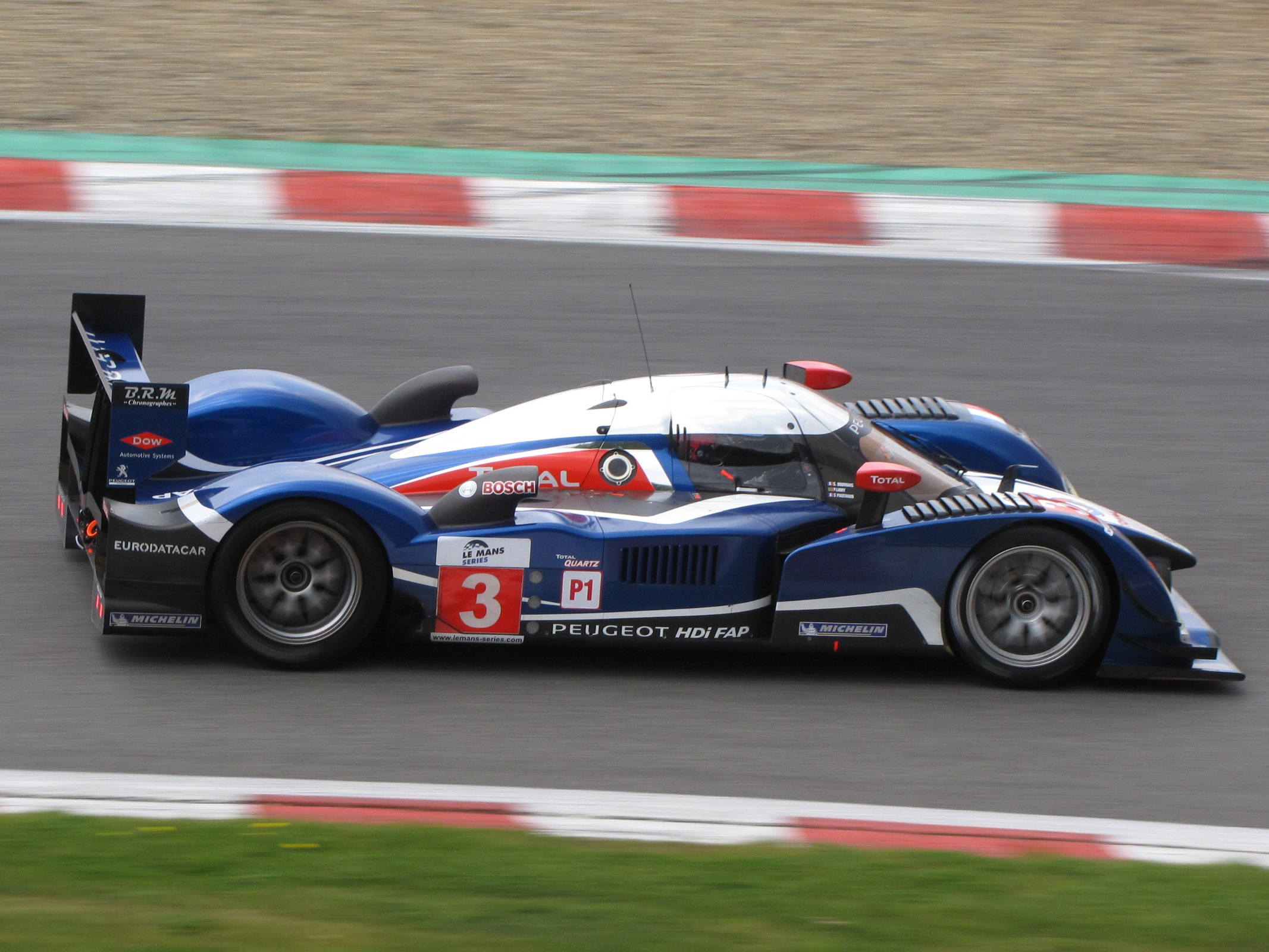
2010: Peugeot 908 HDi FAP (Gesamtsieger)

## Gesamtsieger
| Jahr | Team                         | Gesamtsieger                                          | Fahrzeug                    | Fahrzeit    | Meisterschaft                                           |
| ---- | ---------------------------- | ----------------------------------------------------- | --------------------------- | ----------- | ------------------------------------------------------- |
| 1966 | SpA Ferrari SEFAC            | Mike Parkes Ludovico Scarfiotti                       | Ferrari 330P3               | 4:43:24,000 | Sportwagen-Weltmeisterschaft                            |
| 1967 | J. W. Automotive Engineering | Jacky Ickx Dick Thompson                              | Mirage M1                   | 5:09:46,500 | Sportwagen-Weltmeisterschaft                            |
| 1968 | J. W. Automotive Engineering | Jacky Ickx Brian Redman                               | Ford GT40 Mk.I              | 5:05:19,300 | Sportwagen-Weltmeisterschaft                            |
| 1969 | Porsche System Engineering   | Jo Siffert Brian Redman                               | Porsche 908LH               | 4:24:19,600 | Sportwagen-Weltmeisterschaft                            |
| 1970 | J. W. Automotive Engineering | Jo Siffert Brian Redman                               | Porsche 917K                | 4:09:47,800 | Sportwagen-Weltmeisterschaft                            |
| 1971 | J. W. Automotive Engineering | Jackie Oliver Pedro Rodríguez                         | Porsche 917K                | 4:01:09,700 | Sportwagen-Weltmeisterschaft                            |
| 1972 | SpA Ferrari SEFAC            | Arturo Merzario Brian Redman                          | Ferrari 312PB               | 4:17:19,100 | Sportwagen-Weltmeisterschaft                            |
| 1973 | Gulf Research                | Mike Hailwood Derek Bell                              | Mirage M6                   | 4:05:43,500 | Sportwagen-Weltmeisterschaft                            |
| 1974 | Equipe Gitanes               | Jacky Ickx Jean-Pierre Jarier                         | Matra-Simca MS670C          | 4:12:15,600 | Sportwagen-Weltmeisterschaft                            |
| 1975 | Willi Kauhsen Racing Team    | Henri Pescarolo Derek Bell                            | Alfa Romeo 33TT12           | 3:32:58,400 | Sportwagen-Weltmeisterschaft                            |
| 1982 | Rothmans Porsche             | Jacky Ickx Jochen Mass                                | Porsche 956                 | 6:06:04,140 | Sportwagen-Weltmeisterschaft                            |
| 1983 | Rothmans Porsche             | Jacky Ickx Jochen Mass                                | Porsche 956                 | 5:44:33,520 | Sportwagen-Weltmeisterschaft                            |
| 1984 | Rothmans Porsche             | Stefan Bellof Derek Bell                              | Porsche 956B                | 5:53:17,190 | Sportwagen-Weltmeisterschaft                            |
| 1985 | Martini Racing               | Bob Wollek Mauro Baldi Riccardo Patrese               | Lancia LC2-85               | 5:00:23,420 | Sportwagen-Weltmeisterschaft                            |
| 1986 | Brun Motorsport              | Thierry Boutsen Frank Jelinski                        | Porsche 962C                | 5:35:54,540 | Sportwagen-Weltmeisterschaft                            |
| 1987 | Silk Cut Jaguar              | Martin Brundle Johnny Dumfries Raul Boesel            | Jaguar XJR-8                | 6:00:16,180 | Sportwagen-Weltmeisterschaft                            |
| 1988 | Team Sauber Mercedes         | Stefan Johansson Mauro Baldi                          | Sauber C9                   | 6:01:34,230 | Sportwagen-Weltmeisterschaft                            |
| 1989 | Team Sauber Mercedes         | Kenny Acheson Mauro Baldi                             | Sauber C9                   | 2:39:16,453 | Sportwagen-Weltmeisterschaft                            |
| 1990 | Team Sauber Mercedes         | Karl Wendlinger Jochen Mass                           | Mercedes-Benz C11           | 2:42:54,880 | Sportwagen-Weltmeisterschaft                            |
| 2003 | Audi Sport Japan             | Tom Kristensen Seiji Ara                              | Audi R8                     | 5:47:50,209 | FIA-Sportwagen-Meisterschaft Britische-GT-Meisterschaft |
| 2004 | Audi Sport UK Veloqx         | Johnny Herbert Jamie Davies                           | Audi R8                     | 5:58:55,262 | Le Mans Endurance Series                                |
| 2005 | Zytek Motorsport             | John Nielsen Casper Elgaard Hayanari Shimoda          | Zytek 04S                   | 6:00:48,389 | Le Mans Endurance Series                                |
| 2006 | Pescarolo Sport              | Emmanuel Collard Jean-Christophe Boullion             | Pescarolo C60               | 6:01:06,782 | Le Mans Series                                          |
| 2007 | Team Peugeot Total           | Stéphane Sarrazin Pedro Lamy                          | Peugeot 908 HDi FAP         | 5:47:47,313 | Le Mans Series                                          |
| 2008 | Team Peugeot Total           | Nicolas Minassian Marc Gené Jacques Villeneuve        | Peugeot 908 HDi FAP         | 5:17:48,566 | Le Mans Series                                          |
| 2009 | Team Peugeot Total           | Nicolas Minassian Christian Klien Simon Pagenaud      | Peugeot 908 HDi FAP         | 5:45:35,429 | Le Mans Series                                          |
| 2010 | Team Peugeot Total           | Sébastien Bourdais Pedro Lamy Simon Pagenaud          | Peugeot 908 HDi FAP         | 6:00:39,012 | Le Mans Series                                          |
| 2011 | Team Peugeot Total           | Alexander Wurz Marc Gené Anthony Davidson             | Peugeot 908                 | 6:02:03,799 | Le Mans Series Intercontinental Le Mans Cup             |
| 2012 | Audi Sport Team Joest        | Romain Dumas Marc Gené Loïc Duval                     | Audi R18 ultra              | 6:00:22,708 | Langstrecken-Weltmeisterschaft                          |
| 2013 | Audi Sport Team Joest        | André Lotterer Benoît Tréluyer Marcel Fässler         | Audi R18 e-tron quattro     | 6:00:55,971 | Langstrecken-Weltmeisterschaft                          |
| 2014 | Toyota Racing                | Sébastien Buemi Nicolas Lapierre Anthony Davidson     | Toyota TS040 Hybrid         | 6:01:31,675 | Langstrecken-Weltmeisterschaft                          |
| 2015 | Audi Sport Team Joest        | André Lotterer Benoît Tréluyer Marcel Fässler         | Audi R18 E-Tron Quattro RP5 | 6:00:55,971 | Langstrecken-Weltmeisterschaft                          |
| 2016 | Audi Sport Team Joest        | Lucas di Grassi Oliver Jarvis Loïc Duval              | Audi R18 RP6                | 6:00:32,112 | Langstrecken-Weltmeisterschaft                          |
| 2017 | Toyota Gazoo Racing          | Sébastien Buemi Kazuki Nakajima Anthony Davidson      | Toyota TS050 Hybrid         | 6:00:11,490 | Langstrecken-Weltmeisterschaft                          |
| 2018 | Toyota Gazoo Racing          | Sébastien Buemi Kazuki Nakajima Fernando Alonso       | Toyota TS050 Hybrid         | 6:00:50,702 | Langstrecken-Weltmeisterschaft                          |
| 2019 | Toyota Gazoo Racing          | Sébastien Buemi Kazuki Nakajima Fernando Alonso       | Toyota TS050 Hybrid         | 5:44:41,101 | Langstrecken-Weltmeisterschaft                          |
| 2020 | Toyota Gazoo Racing          | Mike Conway Kamui Kobayashi José María López          | Toyota TS050 Hybrid         | 6:00:02,534 | Langstrecken-Weltmeisterschaft                          |
| 2021 | Toyota Gazoo Racing          | Sébastien Buemi Brendon Hartley Kazuki Nakajima       | Toyota GR010 Hybrid         | 6:00:17,733 | Langstrecken-Weltmeisterschaft                          |
| 2022 | Toyota Gazoo Racing          | Mike Conway Kamui Kobayashi José María López          | Toyota GR010 Hybrid         | 6:00:31,052 | Langstrecken-Weltmeisterschaft                          |
| 2023 | Toyota Gazoo Racing          | Mike Conway Kamui Kobayashi José María López          | Toyota GR010 Hybrid         | 6:00:19,798 | Langstrecken-Weltmeisterschaft                          |
| 2024 | Hertz Team Jota              | Will Stevens Callum Ilott                             | Porsche 963                 | 5:57:31,542 | Langstrecken-Weltmeisterschaft                          |
| 2025 | Ferrari AF Corse             | James Calado Antonio Giovinazzi Alessandro Pier Guidi | Ferrari 499P                | 6:01:07,299 | Langstrecken-Weltmeisterschaft                          |